# Brasinski-Luch

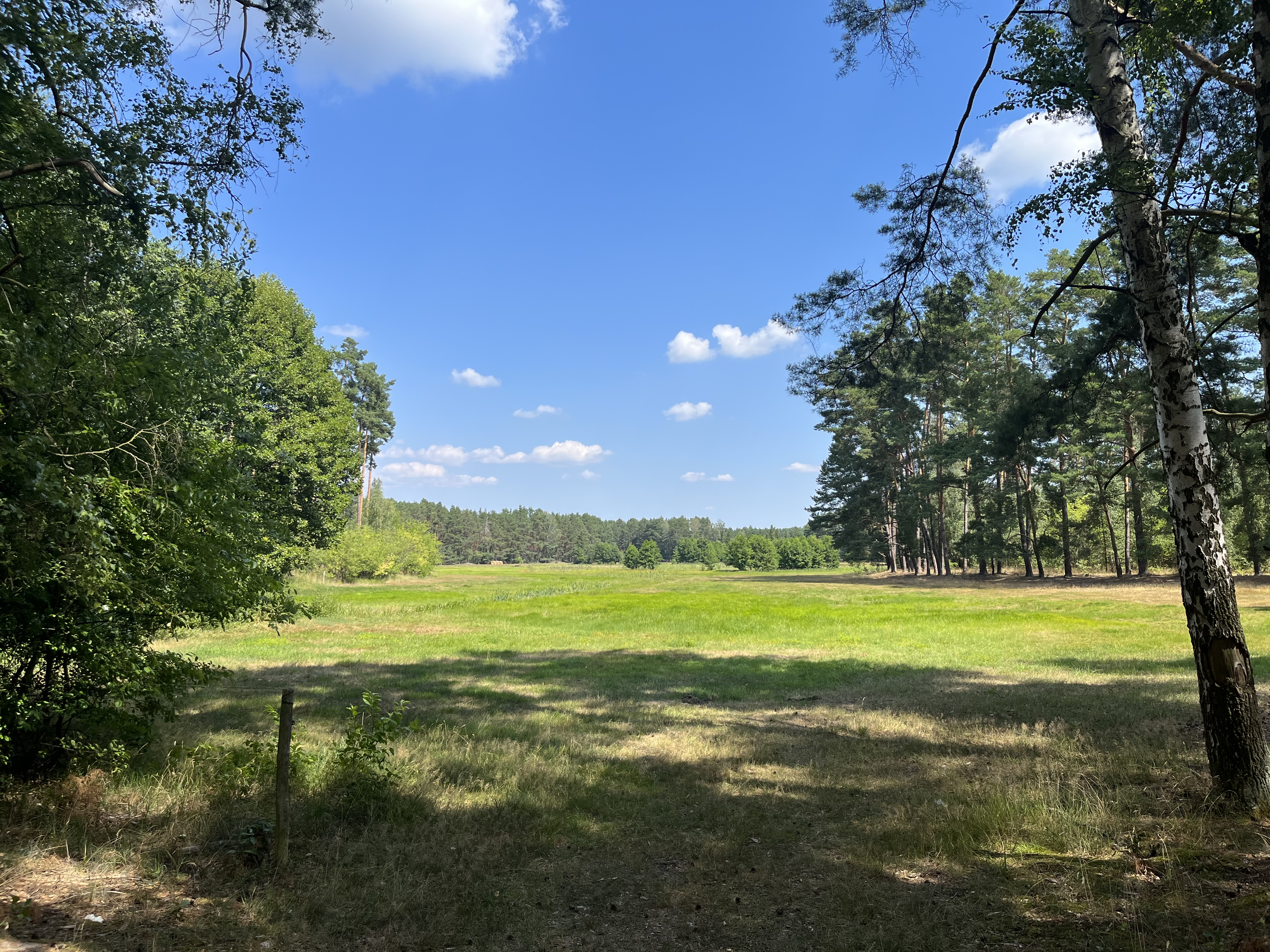
Braisinski-Luch

Das Naturschutzgebiet Brasinski-Luch (auch: Brasinky-Luch) liegt im Landkreis Dahme-Spreewald in Brandenburg und gehört zum Biosphärenreservat Spreewald.
Das rund 12,4 ha große Naturschutzgebiet erstreckt sich nördlich von Alt-Schadow, einem Ortsteil der Gemeinde Märkische Heide, und südöstlich von Forsthaus Tschinka. Östlich des Gebietes verläuft die Landesstraße L 42, westlich und südwestlich erstreckt sich der 297 ha große Neuendorfer See, der von der Spree durchflossen wird.

## Bedeutung
Das Gebiet mit der Kenn-Nummer 1234 wurde mit Verordnung vom 12. September 1990 unter Naturschutz gestellt. Es handelt sich um ein Flachmoor mit Schlank- und Steifseggenrieden.